# Fastnachtsspiel
Als Fastnachtsspiele oder Fastnachtspiele bezeichnet man komische Burlesken, welche im 15. Jahrhundert in Deutschland entstanden sind und die ersten Anfänge einer weltlichen Bühne darstellen.
Man erklärt ihren Ursprung dadurch am einfachsten, dass um die Zeit der Fastnacht junge Burschen verkleidet von einem Haus zum anderen zogen, um ihre Bekannten zu belustigen. Dies führte allmählich zu wirklichen Vorstellungen, die mit einem Dialog, zuletzt sogar mit szenischen Anordnungen verbunden wurden und das weltliche und komische Element, das sich bereits in den viel älteren Mysterienspielen entwickelt hatte, in sich aufnahmen und weiter ausbildeten.
Eine typische Abfolge eines Fastnachtsspiels: Einer der Spieler unterbricht den allgemeinen Fastnachtstrubel, begrüßt Gäste und Wirt und bittet um Ruhe. Dann leitet er zum Gegenstand des Spiels über. Zum Schluss verkündet er das Ende und den Aufbruch, da noch woanders gespielt werden muss. Er bedankt sich beim Wirt und fordert ab und an zum Tanz und Umtrunk auf. Es gab keine Bühne, keine Regieanweisungen, keine aufwendigen Requisiten. Die Spiele sollten ein besonderer Beitrag zur allgemeinen Fastnachtslustbarkeit sein, mit heiter-derbem Inhalt, einfachem Bau und geringem Umfang.

## Etymologie
Die ältere volkskundliche Forschung ging zunächst davon aus, dass „Fastnacht“ etwas mit dem Verb faseln (gedeihen, vermehren) zu tun habe und somit seinen Ursprung in heidnischen Fruchtbarkeitskulten habe. Das Mittelhochdeutsche Wort „vastnaht“ oder „vasnaht“ bezieht sich jedoch auf den „Vorabend der Fastenzeit“. Als Begriff ist das Fastnachtspiel erstmals im 15. Jahrhundert als „vasnacht spil“ überliefert und ein Bestandteil der Karnevalskultur. Das weltliche Spiel kann laut Michail Bachtins Theorie der karnevalesken Literatur als kritisch-kompensatorische Potential von Entwürfen einer „verkehrten Welt“ angesehen werden, das ihren Ursprung in der Mittelalterlichen Stadt des 15. und 16. Jahrhunderts hatten.

## Entstehung
Fastnachtsspiele entstanden in der Mitte des 15. Jahrhunderts. Die Akteure waren Laiendarsteller, die ihre Aufführung unter freiem Himmel darboten. Zumeist waren es
Studenten oder Handwerksgesellen, die Stücke vor einem aus der Bürgerschicht stammenden Publikum aufführten, bei denen populäre und religiöse Elemente aber auch moralische Aspekte aufgegriffen wurden. Inhaltlich wurden auf satirische Weise beispielsweise dumme Bauern, betrügerische Geistliche, aufgeblasene Ärzte oder Rechtsvertreter, Juden oder Raubritter dargestellt. Es gab zudem Stücke, die sich mit den Streitigkeiten zwischen Mann und Frau befassten. Die Fastnachtsspiele wurden vermutlich durch Themen aus der deutschen Volkstraditionen der vorchristlichen Zeit beeinflusst.
Die Tradition komischen Stücke während der Fastnachtszeit aufzuführen entstand um 1440 zunächst in Nürnberg ohne Bezug zur antiken Komödie oder zum geistlichen Spiel. Dort hat sich schon in der 1. Hälfte des 15. Jahrhunderts ein selbstständiges Stadtbürgertum entwickelt, was die Voraussetzung für die Ausbildung weltlicher Spiele ist. Denn nach 1400 wurde Nürnberg zu einem bedeutenden Zentrum der Spruchdichtung und diese ist sehr eng mit den Fastnachtsspielen verwandt. Allein in Nürnberg entstanden 108 der 144 überlieferten Fastnachtspiele des 15. Jahrhunderts. Als mit Einführung der Reformation die Fastenzeit abgeschafft wurde, blieb die Bezeichnung Fastnachtsspiel weiterhin im Gebrauch. Sie ähneln sich in den Formen und den Techniken, da die Gesamtform von einem Fastnachtsspiel einem Aneinanderreihen von Einzelreden (ähnlich den Sprüchen) entspricht und Hans Rosenplüt und Hans Folz, die ersten Fastnachtspieldichter, auch Spruchdichter waren.
Rosenplüt und Folz waren die bemerkenswertesten Fastnachtsspieldramatiker ihrer Zeit. In ihren Stücken und Komödien spielte der traditionelle Charakter des Narren zumeist die Hauptrolle. Im 16. Jahrhundert erreichten die Stücke ein Niveau von mehr Seriosität als Hans Sachs neben seinen Theaterstücken auch viele Fastnachtsspiele schrieb. Jakob Ayrer, dessen Stücke von der Art der Englische Komödianten beeinflusst wurde, gehörte zu den letzten prominenten Dramatikern dieser Darstellungsform.

## 15. Jahrhundert
Die überwiegende Zahl der frühen Texte stammen von anonymen Verfassern. Es entwickelten sich im Wesentlichen zwei Strukturtypen die Reihen- oder Revueform, zu der beispielsweise Gerichtsspiele zählen und das Handlungsspiel, das teilweise auf Verserzählungen und bekannten Schwankstoffen beruhte.

### Reihenspiele
Die frühesten Fastnachtsspiele waren die Reihenspiele. Sie beherrschten hauptsächlich das 15. Jahrhundert. Das Reihenspiel besteht aus der Aneinanderreihung von einzelnen Reden. Die Reihe konnte beliebig verlängert oder verkürzt werden, je nachdem wie viele Darsteller zur Verfügung standen und wie lange man die Zuschauer vom allgemeinen Fastnachtstreiben abhalten konnte. Reihenspiele waren daher nicht viel länger als 250 Verse. Sie begannen und endeten mit einer neutralen Person, dem Precursor, der Ein- bzw. Ausschreier ist. Er war unersetzlich für die Vermittlung zwischen dem Fastnachtstreiben und dem Stück, da er im lauten Wirtshaus das Stück ansagen musste und in das Thema einführt und am Ende vom Stück her in die Fastnachtslustbarkeiten zurückführte. An die Stelle von allgemein akzeptierten Normen tritt im Fastnachtsspiel die Freiheit der Fastnacht. Der Triebsphäre wird freien Lauf gelassen und besonders die Sexualität war beherrschendes Thema in frühen Stücken, aber auch fäkale Ausdrücke trugen zur allgemeinen Erheiterung bei.
Die Stücke leben von der Bildsprache die vom Zuschauer entlarvt und mit Lachen belohnt wird. Das Lachen ist dabei Ausdruck der Freude über gefundene Lösung des Rätsels und die Freude, beziehungsweise Anerkennung der Kunstfertigkeit des Autors. Die Handlung in Reihenspielen ist dabei Nebensache, denn der Bildwitz ersetzt den spannungsgeladenen Vorgang. Alles was im Alltag tabuisiert wird, wurde hier überzogen. Die Figuren werden als unwahrscheinlich dargestellt. Am meisten werden dumme Bauerntölpel dargestellt. Es gibt drei verschiedene Arten von Reihenspiele, die auch gleichzeitig Entwicklungsstufen sind.
1. Verschiedene Personen sprechen, ohne Rücksicht aufeinander oder den Zuschauer (Revue).
2. Verschiedene Personen sind untereinander in Beziehung gesetzt. Der nachfolgende Spieler geht auf den vorangegangenen ein oder andersherum (partielle Aufhebung der Frontalhaltung gegenüber dem Publikum).
3. Verschiedene Personen stehen in Beziehung zu einer führenden Persönlichkeit und nähert sich so der geschlossenen Handlung (meist Charakter eines Wettstreits).

### Handlungsspiele
Das Handlungsspiel ist neben dem Reihenspiel der zweite Typ Fastnachtsspiel. Im 15. Jahrhundert gab es nur wenige Handlungsspiele und meistens nur als Mischform bei Hans Folz. Erst im 16. Jahrhundert wurde durch Hans Sachs das Handlungsspiel populärer. Während im Reihenspiel das beherrschende Thema die Sexualität war, bekam durch die Handlung das Fastnachtsspiel eine Wirklichkeitsnähe und wurde realistischer und somit mussten fäkale und sexuelle Ausdrücke verschwinden. Neuerungen sind:
1. Das Fastnachtsspiel wurde ein vom Publikum unabhängiges Geschehen.
2. Auf die sexuelle Bildsprache als Mittel der aktivierenden Komik wird jetzt weitgehend verzichtet.
3. Das Lachen des Publikums geschieht nicht mehr durch die direkte Aktivierung (direkte Ansprache durch Rätsel und Witze), sondern durch das schnelle Vorantreiben der Handlung, mittels des Stichreims.

Das Handlungsspiel ersetzt aber nicht gleich das Reihenspiel. Neben den Handlungsspielen gab es immer noch das Reihenspiel, da es nach wie vor besser in das Fastnachtstreiben passte.
Das Handlungsspiel hatte immer noch die Rahmenformen des Reihenspiels: Einen Einschreier am Anfang und einen Tanzforderer am Ende des Stückes. Mit der Zeit nähern sich diese Figuren aber auch der Handlung an. Ein ursprünglich unabhängiger Einschreier wird zu einer Figur, die auch gleichzeitig eine Rolle im Stück hat. Diese führt dann die Zuschauer in die Sphäre des Stückes ein.
Die Fastnachtsspiele haben verschiedene Stoffe, Motive und Inhalte, die sich auch überschneiden können:
| Motive | Personendarstellungen |
| --- | --- |
| - Prozess-Motiv (Urteil bleibt meist aus) - Werbespiel (ähnlich dem Prozess-Spiel, Gruppe von Personen, die zusammenkommt, um zu entscheiden, wer der Beste ist) - Gelehrtensatire - Arztspiele - altgermanische Heldendichtungen - Stoffe aus höfisch-ritterlichen Welt - Alltagsgeschehen wird in dramatische Form gebracht | - Schwiegermutter - Klatschbase - Kleriker - zänkisches Eheweib - Pantoffelheld - treuloser Gatte - beliebteste Figur: Bauerntölpel |

In der Regel waren die Fastnachtsstücke des 15. Jahrhunderts Stegreifstücke, die von den Handwerksgesellen selbst kaum aufgeschrieben wurden. Nur wenige Autoren sind aus der Zeit bekannt, da diese auch andere literarische Erzeugnisse, wie Spruchdichtung, Meistergesang oder ähnliches produzierten.
Autoren von Fastnachtsspielen des 15. Jahrhunderts sind:
- Hans Rosenplüt
- Hans Folz

Auch wenn in Nürnberg ein Zentrum des Fastnachtsspiels war, so gab es auch in anderen Städten Stücke ähnlicher Form und Inhalts:
- Lübeck: hier fängt die Fastnachtsspiel-Tradition der Lübecker Fastnachtspiele schon um 1430 an. Die Spieler gehörten dem Patrizierstand an und waren beispielsweise in der Zirkelgesellschaft verbunden. Sämtliche Spiele hatten eine belehrende Note.
- Köln, Glogau, Windsheim, Thorn, Zürich, Lausanne, Tirol

Um das Jahr 1600 traten mehr und mehr professionelle Schauspieler, wie beispielsweise die englischen Komödianten oder holländische Wandertruppen, auf, so dass die Fastnachtsspiele an Bedeutung verloren. In sogenannten Meistersinger-Gesellschaften wurden sie jedoch noch bis ins 18. Jahrhundert gepflegt.

## 16. Jahrhundert
Das Fastnachtsspiel des 16. Jahrhunderts prägte vor allem der Nürnberger Dichter Hans Sachs. Er setzte zunächst die alte Tradition des Nürnberger Fastnachtsspiels fort und schrieb auch Reihenspiele, die meisten seiner Stücke waren allerdings Handlungsstücke. Er ersetzte die Einzelvorträge in handlungsbezogene Monologe und Dialoge und kreiert eine geschlossene Handlung. Des Weiteren trennte er Spiel und Fastnachtsgeschehen bewusst voneinander, was nötig war, da die Bedeutung von Fastnacht mit dem Einsatz der Reformation verloren ging. Fastnachtliche Zusammenkünfte fielen weg und damit auch die fastnachtsüblichen erotischen Wortspiele und Bilderrätseln in den Reihenspielen oder Einzelvorträgen. Nun überwog die Freude am Stoff und somit auch an Aufführungen mit inhaltsreichen Vorgängen, die nur im Handlungsspiel möglich sind. Die europäische Novellistik gewinnt an Bedeutung für Fastnachtsspiel-Dichter wie Sachs. Deutsches Schwankgut, Boccaccios Decamerone und bekannte antike Quellen wurden in Fastnachtsspielen verarbeitet. Auch ernstere Themen wurden nun aufgenommen. Die meisten Spiele aber blieben unbeschwerte Unterhaltung und beinhalten Eheszenen, Entlarvung lüsterner Pfaffen und Bauern, die lächerlich dargestellt wurden.
Komik setzte Sachs durch das Doppelspiel ein, wobei tatsächlich die Vorbereitungen dazu am lustigsten sind. Das Doppelspiel übernimmt somit die Funktionen der komischen Einzelvorträge im Reihenspiel. Besondere Spielfiguren hierbei sind die Magd, der Pfaffe und der fahrende Schüler.
Besonders auffällig ist die Veränderung, bzw. Wegfall der Rahmenteile. Diese sind nicht mehr notwendig, da das Fastnachtsspiel nicht mehr in das Fastnachtstreiben integriert werden musste. Der Precursor entfällt, genauso wie eine Einführung als Begrüßung oder als Vorbereitung der Handlung. In der Regel beginnt nun ein Fastnachtsspiel mit einem einleitenden Monolog. Auch der Schlussteil, als Rückführung in die Geselligkeit fällt weg und wird von einem Monolog ersetzt. Neu ist indes eine Variante des Spielschlusses, bei dem der jeweilige Akteur sich in lehrhafter Absicht an das Publikum wendet.
Ein weiterer Fastnachtsautor neben Hans Sachs im 16. Jahrhundert war Jakob Ayrer. Bei ihm verliert sich die Komik und die Fastnachtsspiele werden länger. Das Fastnachtsspiel ab der 2. Hälfte des 16. Jahrhunderts verweist nur noch auf die Aufführungszeit und nicht mehr auf Bau und Funktion.
Weitere Fastnachtsspiel-Autoren des 16. Jahrhunderts sind:
- Pamphilus Gengenbach (Basel)
- Niklaus Manuel (Bern)

Sie vertreten eher die Großform des Fastnachtsspiels.

## Fastnachtsspiele (Auswahl)
- Hans Rosenplüt: Das Fest des Königs von England. Nürnberg um 1490, urn:nbn:de:bsz:31-37656.
- Hans Rudolf Manuel, Theodor Odinga (Hrsg.): Das Weinspiel. Fastnachtsspiel 1548 (= Neudrucke deutscher Literaturwerke des XVI. und XVII. Jahrhunderts. 101/102).  Niemeyer, Halle/Saale 1892, OCLC 299677183 (Digitalisat).
- Nicolaus Locke, Werner Hermann Preuss: Schauspiel der freien und unbändigen Jugend, oder, Komödie vom ungeratenen und verlorenen Sohn. Fastnachtsspiel von Nicolaus Loccius zur Lüneburger Kopefahrt, 1619. Husum 2011, ISBN 978-3-89876-594-7.
- Matthäus Creutz, Ferdinand Broemser: Das Fastnachtsspiel des Matthäus Creutz aus Andernach von 1552. H. Boldt, Boppard am Rhein 1980, ISBN 3-7646-1788-8.
- Hans Sachs: Das Kalberbruten. Ein Fastnachtsspiel. E. Matthes, Leipzig 1919, OCLC 6562066.
- Hans Sachs, Andreas Paul Weber: Das Narrenschneiden. Ein Fastnachtsspiel. E. Matthes, Leipzig [u. a.] 1921, OCLC 245896641.
- Hans Sachs: Der Rossdieb zu Fünsing. Ein Fastnachtsspiel. Matthes, Leipzig 1920, OCLC 6393834.